# Romance de Cambises
El Romance de Cambises es una obra narrativa anónima redactada en copto sahídico, que data de, a más tardar, el siglo VII d. C. Este relato, de carácter ficticio, describe la invasión de Egipto por el rey Cambises II del Imperio aqueménida, en el año 525 a. C., entrelazando diversas tradiciones. Su existencia es conocida a través de un único manuscrito, del cual se han perdido tanto el inicio como el final.

## Sinopsis

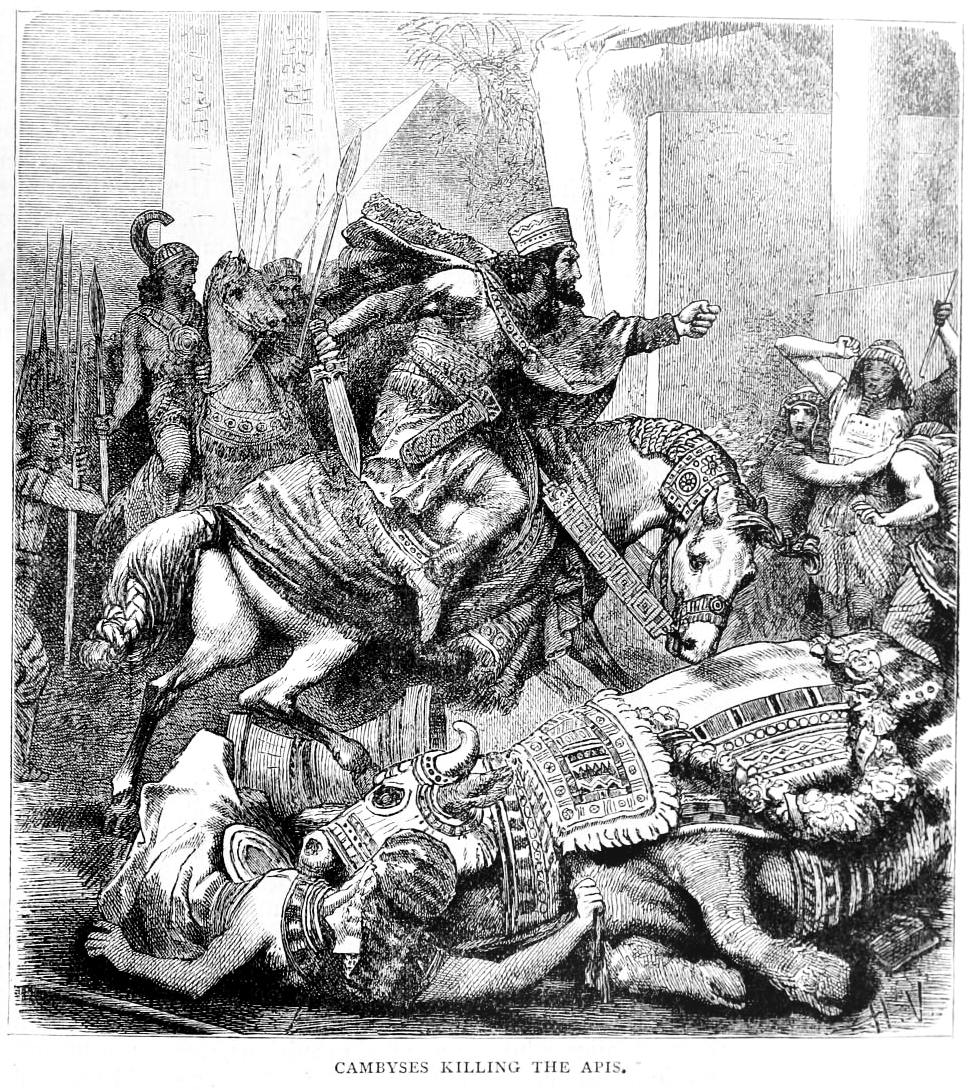
Cambises matando al toro Apis, de The Illustrated History of the World (1881). Este episodio, también mencionado por Heródoto, destaca la importancia de Apis tanto en las Historias de Heródoto como en el Romance, aunque el destino final de Apis no se registra en el fragmento conservado del Romance.

El Romance presenta una serie de anacronismos y confluencias peculiares. Por momentos, se refiere a Cambises como Nabucodonosor, confundiéndolo intencionadamente con Nabucodonosor II (604-562 a. C.), monarca del Babilonia, conocido por la captura de Jerusalén. El faraón en el poder se nombra como Apries (589-570), cuyo reinado se solapa con el de Nabucodonosor y no con el de Cambises, siendo el faraón histórico de la época Psamético III (526-525). Asimismo, se menciona a los persas como asirios, cuyo imperio fue conquistado por el progenitor de Nabucodonosor.
La narración conservada se inicia con Cambises enviando un ultimátum a los habitantes del este, exigiendo su sumisión y advirtiéndoles sobre sus intenciones bélicas en caso de rechazo, sin esperar auxilio alguno de los egipcios. Ante el consejo de Bothor, estos últimos optan por rechazar la demanda de Cambises, prefiriendo preservar su alianza o posible vasallaje hacia Egipto. A lo largo del texto, Cambises es mencionado ocasionalmente como Nabucodonosor.
En respuesta, Cambises convoca a sus siete consejeros, determinado a castigar a los autores de la negativa y a intimidar a Egipto para forzar su sumisión. Uno de los consejeros argumenta que los egipcios, siendo excelentes guerreros comparables a osos y leones, solo podrían ser subyugados mediante la astucia. Propone enviar una carta apócrifa, supuestamente emitida por el faraón, convocando a los egipcios a celebrar un festival en honor a Apis, para luego atacarlos por sorpresa. Cambises aprueba este plan.
Unos mensajeros distribuyen la carta falsa por todo Egipto, pero los egipcios, sospechando de su autenticidad y confirmados por sus adivinos, identifican correctamente a los asirios como los verdaderos emisores. Con Cambises preparando la invasión y los egipcios organizando su defensa, el manuscrito se interrumpe. La extensión completa del Romance es incierta, dada la conservación parcial del texto, dejando el desenlace desconocido, aunque Detlef Müller especula sobre una posible victoria egipcia no histórica.

## Datación y autoría
El Romance, conocido a través de seis hojas de pergamino de un manuscrito mayor, se conserva en un estado fragmentario y forma parte de la colección P9009 de los Museos Estatales de Berlín. Su origen es incierto. La datación por parte de los paleógrafos varía desde el siglo V d. C. hasta los siglos VIII-IX.
Se considera que el Romance fue finalizado no más tarde del año 700 d. C., coincidiendo con la Crónica de Juan de Nikiû. Ambas obras narran tradiciones sobre Cambises sin ser derivadas una de la otra. Hay teorías que sugieren que fue escrito como respuesta a la conquista persa de Egipto en 619 o a la conquista musulmana de 641. Ludin Jansen propuso que la versión original fue escrita en demótico en el siglo II a. C., siendo posteriormente traducida al copto.
Jansen argumenta que el autor era probablemente un egipcio helenizado, excluyendo la posibilidad de un sacerdote egipcio o un monje cristiano copto debido a la ausencia de elementos religiosos en el texto. La mayoría de los estudiosos concuerdan en que el redactor final fue un cristiano copto, posiblemente un monje del Alto Egipto que revisó un original más antiguo. Leslie MacCoull sugiere que el autor hablaba siríaco, asociado probablemente con el Monasterio de los Sirios en Uadi Natrun.
La elección del apodo sanouth ('cobarde') para Cambises, de origen semítico y no egipcio, apunta a un autor arameo o siríaco.